# Ry Cooder
Ryland Peter "Ry" Cooder, född 15 mars 1947 i Los Angeles, Kalifornien, är en amerikansk gitarrist, sångare och kompositör. Han är bland annat känd för sitt engagemang inom varierande genrer av nordamerikansk folkmusik.

## Biografi
Cooder inledde sin karriär i mitten av 1960-talet som studiomusiker åt bland andra Captain Beefheart, Randy Newman, Little Feat och The Rolling Stones. Hans kanske mest kända insats som sådan är slide-gitarren på Rolling Stones "Sister Morphine" från albumet Sticky Fingers 1971. Han spelade också 1969 in albumet Jamming with Edward (släppt 1972) med några av Stones medlemmar.
Han debuterade som soloartist 1970 med albumet Ry Cooder, med låtar av bland andra Blind Blake, Woody Guthrie och Randy Newman. Hans fjärde album, Paradise and Lunch från 1974, anses av många vara hans bästa. Han har även gjort soundtracks till flera filmer, bland andra The Long Riders (1980), Crossroads (1986), Paris, Texas (1984) och Trespass (1993).
Cooder har även framgångsrikt samarbetat med folkmusiker från flera olika länder. 1994 spelade han till exempel tillsammans med den maliska musikern Ali Farka Touré in albumet Talking Timbuktu. Under slutet av 1990-talet bidrog han genom sitt arbete med Buena Vista Social Club till att göra kubansk musik känd över hela världen. 
Han har vunnit tre Grammys, för albumen A Meeting By the River, Talking Timbuktu och Buena Vista Social Club. Han har även av musiktidningen Rolling Stone utsetts till världens 8:e bästa gitarrist genom tiderna.

## Diskografi
Album
- 1970 – Ry Cooder
- 1972 – Jamming with Edward (med delar av Rolling Stones)
- 1972 – Into the Purple Valley
- 1972 – Boomer's Story
- 1974 – Paradise and Lunch
- 1976 – Chicken Skin Music
- 1977 – Showtime
- 1978 – Jazz
- 1979 – Bop till You Drop
- 1980 – Borderline
- 1980 – The Long Riders
- 1982 – The Slide Area
- 1985 – Alamo Bay
- 1986 – Blue City
- 1986 – Crossroads
- 1987 – Get Rhythm
- 1989 – Johnny Handsome
- 1989 – Paris, Texas
- 1993 – Trespass
- 1993 – A Meeting By the River (med V.M. Bhatt)
- 1994 – Talking Timbuktu (med Ali Farka Touré)
- 1997 – Buena Vista Social Club (huvudsakligen med kubanska musiker)
- 2003 – Mambo Sinuendo
- 2005 – Chávez Ravine
- 2007 – My Name Is Buddy
- 2008 – I, Flathead
- 2011 – Pull Up Some Dust and Sit Down
- 2012 – Election Special
- 2018 – The Prodigal Son

## Filmografi (urval)
- 1980 – The Long Riders
- 1982 – The Border
- 1984 – Paris, Texas
- 1984 – Streets of Fire
- 1985 – Brewsters miljoner
- 1986 – Crossroads
- 1992 – Trespass
- 1993 – Geronimo - den siste krigaren